# Dorpskerk Wedderstedt
De dorpskerk van Wedderstedt (Duits: Dorfkirche Wedderstedt) is een voormalig kerkgebouw in het Duitse dorp Wedderstedt (Saksen-Anhalt).
Van de middeleeuwse kerk bleef slechts een ruïne behouden. De weertoren ten westen van het kerkschip is nog geheel intact. Het kerkschip, waarvan slechts de buitenmuren bleven bestaan, was in de stijl van de barok gebouwd. Op het aangrenzende kerkhof bevindt zich een lijkenhuis uit 1913 in neobarokke stijl.